# Bahnstrecke Kreuznach–Langenlonsheim
| Triebwagen auf dem Stadthausplatz in Bad Kreuznach, 1906 |                     |                                  |                                  |
| Streckenlänge: | 7,9 km              |                                  |                                  |
| Spurweite: | 1000 mm (Meterspur) |                                  |                                  |
| Zweigleisigkeit: | nein                |                                  |                                  |
| |                     |                                  |                                  |
| \| \| \| \| \| \| \| 0 \| Bismarckplatz (heute: Kornmarkt) \| Bismarckplatz (heute: Kornmarkt) \| \| \| \| Mühlenteich \| \| \| \| \| Nahe \| \| \| \| \| \| \| \| \| \| Anschlussgleis Postamt \| \| \| \| \| Stadthaus \| \| \| \| \| Pfingstwiese \| \| \| \| \| Kreuznacher Kleinbahnen \| \| \| \| \| Bretzenheim \| \| \| \| \| Kloningers Mühle \| \| \| \| \| Hunsrückquerbahn \| \| \| \| \| Langenlonsheim (Kirche) \| \| \| \| 7,9 \| Langenlonsheim (Bahnhof) \| Langenlonsheim (Bahnhof) \| |                     |                                  |                                  |
| Strecke (außer Betrieb) |                     |                                  |                                  |
| Bahnhof (Strecke außer Betrieb) | 0                   | Bismarckplatz (heute: Kornmarkt) | Bismarckplatz (heute: Kornmarkt) |
| Brücke über Wasserlauf (Strecke außer Betrieb) |                     | Mühlenteich                      | Mühlenteich                      |
| Brücke über Wasserlauf (Strecke außer Betrieb) |                     | Nahe                             | Nahe                             |
| Strecke von links (außer Betrieb) · Abzweig geradeaus und nach rechts (Strecke außer Betrieb) |                     |                                  |                                  |
| Betriebs-/Güterbahnhof Streckenende (Strecke außer Betrieb) · Strecke (außer Betrieb) |                     | Anschlussgleis Postamt           | Anschlussgleis Postamt           |
| Haltepunkt / Haltestelle (Strecke außer Betrieb) |                     | Stadthaus                        | Stadthaus                        |
| Haltepunkt / Haltestelle (Strecke außer Betrieb) |                     | Pfingstwiese                     | Pfingstwiese                     |
| Kreuzung (Strecken außer Betrieb) |                     | Kreuznacher Kleinbahnen          | Kreuznacher Kleinbahnen          |
| Bahnhof (Strecke außer Betrieb) |                     | Bretzenheim                      | Bretzenheim                      |
| Haltepunkt / Haltestelle (Strecke außer Betrieb) |                     | Kloningers Mühle                 | Kloningers Mühle                 |
| Kreuzung (Strecken außer Betrieb) |                     | Hunsrückquerbahn                 | Hunsrückquerbahn                 |
| Haltepunkt / Haltestelle (Strecke außer Betrieb) |                     | Langenlonsheim (Kirche)          | Langenlonsheim (Kirche)          |
| Kopfbahnhof Streckenende (Strecke außer Betrieb) | 7,9                 | Langenlonsheim (Bahnhof)         | Langenlonsheim (Bahnhof)         |

Die Bahnstrecke Kreuznach–Langenlonsheim war eine Überlandstraßenbahn der Kreuznacher Straßen- und Vorortbahnen, die von 1911 bis 1938 verkehrte.

## Technische Parameter
Die Strecke war meterspurig, elektrifiziert und 7,9 km lang. Im Personenverkehr wurden Straßenbahnfahrzeuge eingesetzt. Es wurde aber auch Güterverkehr angeboten. Dafür gab es Elektrolokomotiven und Rollböcke, um normalspurige Güterwagen der Staatsbahn befördern zu können. Der Fahrplan der Strecke war zeitweise auch in Eisenbahn-Kursbüchern abgedruckt.

## Verkehrsgeografie
Die Strecke führte vom Bismarckplatz (heute: Kornmarkt) zum Holzmarkt und folgte auf dem linken Ufer der Nahe am Stadtbahnhof vorbei über Bretzenheim bis nach Langenlonsheim. In Kreuznach wurde bis 1931 Post zwischen Bahnhof und Postamt mit der Straßenbahn befördert. Das Postamt besaß dafür ein eigenes Anschlussgleis in seinen Posthof.

## Geschichte

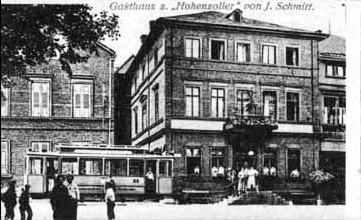
Triebwagen der Bahn vor dem Gasthaus „Zum Hohenzollern“ in Langenlonsheim, 1902

Seit 1906 betrieben die Kreuznacher Straßen- und Vorortbahnen eine Straßenbahn in Kreuznach, die auch über den südlichen Ortsrand in die Nachbargemeinde Bad Münster führte. Eine nördliche Verlängerung nach Langenlonsheim wurde seit 1908 geplant. Gebaut wurde sie, wie schon die Strecke nach Bad Münster, von der Eisenbahnbau-Gesellschaft Becker & Co GmbH, Berlin. Deren Geschäftsmodell bestand darin, mit dem für den Betrieb der Straßenbahn erforderlichen Elektrizitätswerk zugleich auch die Anliegergemeinden mit Strom für das öffentliche Netz zu versorgen. Deshalb wurden, als die Strecke nach Langenlonsheim am 5. Juli 1911 in Betrieb ging, zugleich die Gemeinden Bretzenheim und Langenlonsheim an das Elektrizitätswerk in Kreuznach angeschlossen. Der Verkehr auf der neuen Strecke erhielt die Liniennummer 2, während die Linie nach Bad Münster nun als Linie 1 bezeichnet wurde.
Die Wagen der Linie 2 führten eine weiß-grüne Scheibe als Erkennungszeichen. Etwa 15 bis 20 Mal am Tag verkehrten Zugpaare, jedoch ohne Taktfahrplan.
Am 1. Dezember 1938, wurde der Betrieb der Linie 2 jenseits der Bad Kreuznacher Haltestelle Pfingstwiese eingestellt. Offizielle Begründung war der Rückgang der Fahrgäste und dass die Straßenbahn den Straßenverkehr störe. Zumindest letzteres konnte kaum zutreffen, da die Bahn überwiegend auf einer vom Straßenverkehr getrennten Trasse verkehrte. Deshalb kam das Gerücht auf, dass die völlig gerade und ohne Baumbestand verlaufende Landstraße von Bad Kreuznach nach Bretzenheim als Hilfslandebahn (vgl. Autobahn-Behelfsflugplatz) für Militärflugzeuge vorgesehen sei, wobei die Maste der Oberleitung der Straßenbahn selbstverständlich weichen mussten.